# Morzysław Mały
Morzysław Mały (też Jezioro Szoferskie, niem. Müchlen See) – jezioro rynnowe w Polsce, położone w województwie zachodniopomorskim, w powiecie drawskim, w gminie Złocieniec.
Akwen leży na Pojezierzu Drawskim, kilkaset metrów na południe od jeziora Siecino. Jezioro znajduje się w całości na terenie rezerwatu torfowiskowego Torfowisko nad Jeziorem Morzysław Mały. Od zachodu silnie porośnięte roślinnością wodną, w dużym stopniu poddane procesowi eutrofizacji.